# لوک مک‌کورمیک
لوک مک‌کورمیک (انگلیسی: Luke McCormick؛ زادهٔ ۱۵ اوت ۱۹۸۳) یک بازیکن فوتبال است.